# Ota (Tóquio)
Ōta (Japonês: 大田区; Oota-ku) é uma região especial da Metrópole de Tóquio, Japão.
Em 2003, tinha uma população estimada em 661,157 habitantes e uma densidade populacional de 11,119.36 h/km². Tem uma área total de 59.46 km² e é portanto a maior dentre as regiões especial de Tóquio.
Ota foi fundada em 15 de março de 1947, resultando da fusão das antigas regiões de Ōmori e Kamata. Ota é a região especial mais ao sul de Tóquio. Sua fronteira ao sul é delimitada pelo rio Tamagawa, o qual marca a divisa entre Tóquio e Kanagawa.
Nesta região está localizado o Aeroporto Internacional de Tóquio, também conhecido como Aeroporto Haneda.

## Pontos turísticos
- Honmonji, um templo budista da escola Nitiren .
- Lago Senzoku, onde diz-se que Nitiren lavou seus pés. A sepultura de Katsu Kaishu fica próxima a ele.